# Sepolcro di via Bisignano
Il sepolcro di via Bisignano, anche noto come Tempio della Salute, è una tomba monumentale che si trova in via Bisignano a Roma, poco distante dalla Villa dei Quintili, tra il V miglio di via Appia Antica e il settimo chilometro di via Appia Nuova.

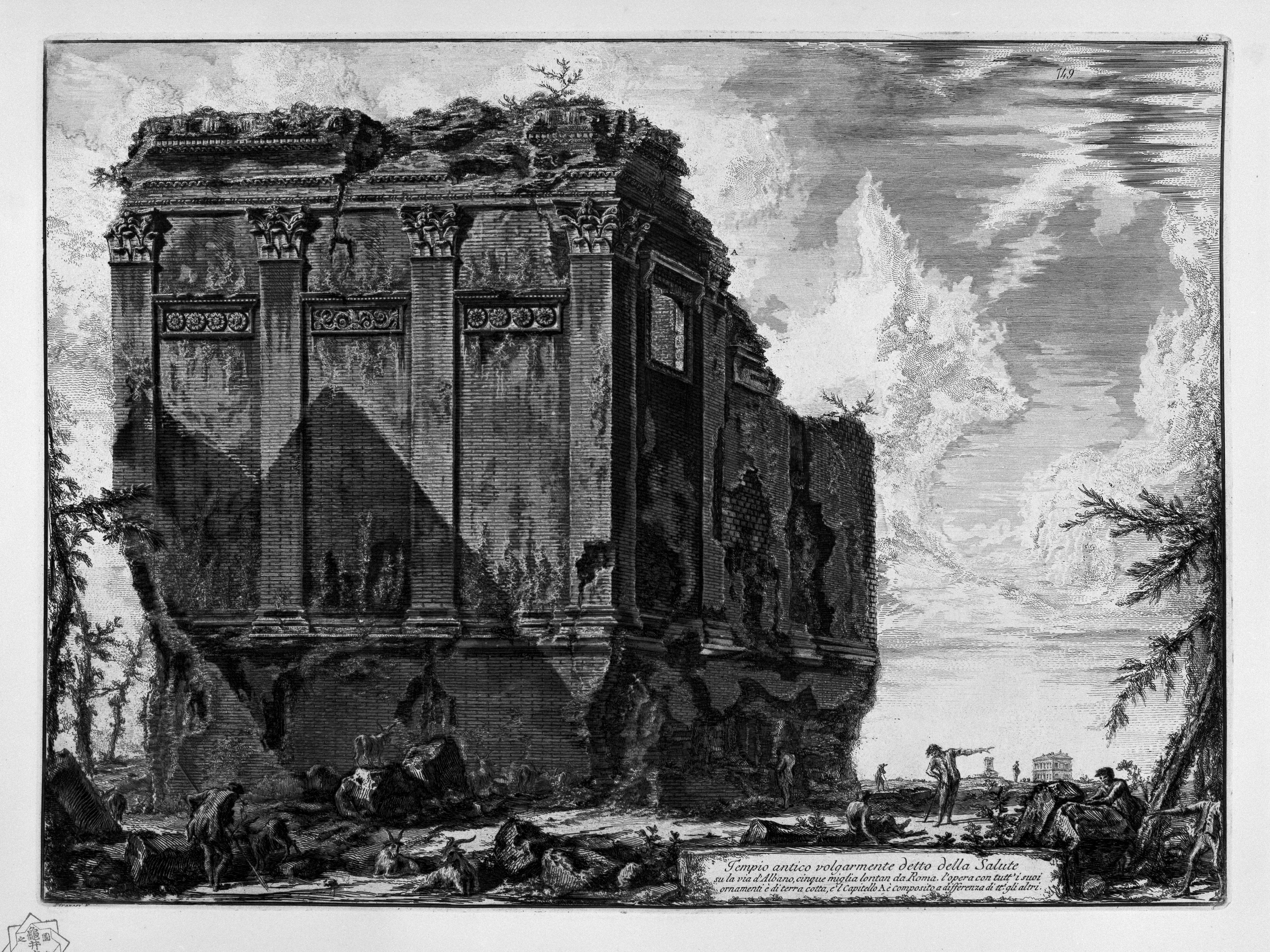
Incisione di Giovanni Battista Piranesi della metà del XVIII secolo

## Descrizione
La tomba, del tipo a tempietto come il sepolcro Sedia del Diavolo, risale al II secolo d.C. .
Il seplocro, che all'esterno mostra una copertura a mattoni rossi per le decorazioni e gialli per la copertura, presenta una pianta quadrangolare, edificata su due piani; il pianto terra era destinato alla camera funeraria, quello superiore ai riti religiosi.
Le pareti della camera funeraria erano occupate dagli Arcosoli, mentre quelle del piano superiore erano decorate da nicchie, una per lato, che contenevano i ritratti dei defunti.
Si crede che la costruzione nel medioevo fosse utilizzata come torre di guardia.